# کونیهیرو ماتسومورا
کونیهیرو ماتسومورا (انگلیسی: Kunihiro Matsumura; ۱۱ اوت ۱۹۶۷ – ) کمدین، امپرسیونیسم اهل ژاپن بود.